# Fidel Ramírez
Fidel Ramírez fue un futbolista argentino que se desempeñó como delantero. Se destacó en Rosario Central, club con el que logró varios títulos oficiales, tanto locales como nacionales.

## Carrera
Debutó en el conjunto canalla en 1912, año en el cual la Liga Rosarina terminó por declarar desierto su torneo ante diversas irregularidades y encontronazos entre los representantes de los clubes. En 1913 se formó la Federación Rosarina de Football, de la cual Rosario Central fue parte, coronándose en la liga organizada por dicha entidad. Además ese año Central obtuvo el primer título nacional de su historia: la Copa Competencia La Nación. Ramírez se afirmó durante este año como titular en la delantera centralista, jugando mayormente como puntero izquierdo. En la final de la copa ante Argentino de Quilmes compartió la línea ofensiva con Federico Flynn, Antonio Blanco y los hermanos Hayes, Harry y Ennis.
Para 1914, la Rosarina volvió a estar unida, y Rosario Central arrasó en la Copa Vila, con 19 victorias y un empate en 20 presentaciones; Ramírez jugó 18 partidos y marcó 8 goles; además, fue subcampeón de la Copa Ibarguren, al caer ante Racing Club.
En 1915 fue cedido a Atlético del Rosario junto al arquero Serapio Acosta. Al año siguiente retornó a Central, y si bien tuvo una menor participación, se coronó en la Copa Vila a nivel local y en las copas de Honor y de Competencia Jockey Club a nivel nacional. En 1917 pasó a Tiro Federal.
Su estadística en Central marca que al menos disputó 31 partidos y que anotó 12 goles (es necesario considerar que no se cuenta con información completa de la época). A Newells Old Boys le convirtió 3 tantos: por la Copa Vila 1914, el 25 de mayo (victoria 6-2) y el 11 de octubre (triunfo 3-0), mientras que marcó otro por la Copa de Honor 1916, el 29 de junio (victoria 8-0).

## Clubes
| Club                 | País      | Año       |
| -------------------- | --------- | --------- |
| Rosario Central      | Argentina | 1912-1914 |
| Atlético del Rosario | Argentina | 1915      |
| Rosario Central      | Argentina | 1916      |
| Tiro Federal         | Argentina | 1917-1919 |

## Palmarés

### Torneos nacionales oficiales
| Equipo          | País      | Título                          | Año  |
| --------------- | --------- | ------------------------------- | ---- |
| Rosario Central | Argentina | Copa de Competencia             | 1913 |
| Rosario Central | Argentina | Copa Ibarguren                  | 1915 |
| Rosario Central | Argentina | Copa de Honor                   | 1916 |
| Rosario Central | Argentina | Copa de Competencia Jockey Club | 1916 |

### Torneos locales oficiales
| Equipo          | País      | Título                          | Año  |
| --------------- | --------- | ------------------------------- | ---- |
| Rosario Central | Argentina | Federación Rosarina de Football | 1913 |
| Rosario Central | Argentina | Copa Vila                       | 1914 |
| Rosario Central | Argentina | Copa Damas de Caridad           | 1914 |
| Rosario Central | Argentina | Copa Vila                       | 1916 |
| Rosario Central | Argentina | Copa Damas de Caridad           | 1916 |